# Sorssjön
Sorssjön är en sjö i Bergs kommun i Jämtland och ingår i Indalsälvens huvudavrinningsområde. Sjön har en area på 0,146 kvadratkilometer och ligger 330,2 meter över havet.

## Delavrinningsområde
Sorssjön ingår i det delavrinningsområde (698332-143522) som SMHI kallar för Mynnar i Näkten. Medelhöjden är 338 meter över havet och ytan är 4,83 kvadratkilometer. Det finns inga avrinningsområden uppströms utan avrinningsområdet är högsta punkten. Vattendraget som avvattnar avrinningsområdet har biflödesordning 3, vilket innebär att vattnet flödar genom totalt 3 vattendrag innan det når havet efter 280 kilometer. Avrinningsområdet består mestadels av skog (66 procent) och sankmarker (14 procent). Avrinningsområdet har 0,11 kvadratkilometer vattenytor vilket ger det en sjöprocent på 2,2 procent.